# Thrinchostoma fulvipes
Thrinchostoma fulvipes är en biart som beskrevs av Blüthgen 1933. Thrinchostoma fulvipes ingår i släktet Thrinchostoma och familjen vägbin. Inga underarter finns listade i Catalogue of Life.